# Vayotssar
Vayotssar är ett berg i Armenien. Det ligger i den sydöstra delen av landet, 90 kilometer sydost om huvudstaden Jerevan. Toppen på Vayotssar är 2 507 meter över havet.
Terrängen runt Vayotssar är huvudsakligen kuperad, men västerut är den bergig. Närmaste större samhälle är Malishka, 9,4 kilometer sydväst om Vayotssar. 
Trakten runt Vayotssar består i huvudsak av gräsmarker. Runt Vayotssar är det ganska glesbefolkat, med 28 invånare per kvadratkilometer.